# Jesús Algaba Guimerá
Jesús Algaba Guimerá (Albacete, 1941-San Sebastián, 2020) fue un médico otorrinolaringólogo español fundador del servicio de otorrinolaringología de la Residencia Sanitaria de San Sebastián y primer vicedecano de la Unidad Docente de medicina en San Sebastián de la Universidad del País Vasco.

## Biografía y trayectoria profesional
Nació en la provincia española de Albacete en 1941. Estudió en la Facultad de Medicina de la Universidad de  Valencia entre 1960 y 1966 y al acabar la misma entró en la Cátedra de Otorrinolaringología que dirigía el Prof. Rafael Bartual Vicens, en la Escuela Profesional. En 1972  fue nombrado Jefe de Servicio de Otorrinolaringología del Hospital de Basurto y Profesor encargado de la Cátedra de Otorrinolaringología.
En 1975 fue el creador y primer  Jefe de Servicio de Otorrinolaringología del Hospital Nuestra Señora de Aranzazu de San Sebastián y Profesor Titular de Otorrinolaringología de la Universidad del País Vasco.
Tuvo una especial relevancia en la creación de la Unidad Docente de Medicina en San Sebastián al ser el primer vicedecano de la institución en 1978.
Fue Presidente de la Sociedad Española de Otorrinolaringología  entre los años 2006-2009, Socio de Honor de la Sociedad Valenciana de ORL  y de otras muchas sociedades. Durante su presidencia de la SEORL consiguió reunir en Madrid a gran parte de los Presidentes de las Sociedades de Otorrinolaringología del Norte, Centro y Sudamérica para crear la Academia-Ibero Americana de Otorrinolaringología y Cirugía de Cabeza y Cuello, con una vocación docente y de formación de los especialistas más jóvenes en donde España constituía la piedra angular de la misma.
Fue pionero en la cirugía oncológica de cabeza y cuello, y uno de los primeros en interesarse en la cirugía reparadora de la voz mediante fístulas fonatorias y prótesis fonatorias, organizando  cursos de formación en la materia. También fue pionero en la cirugía láser del cáncer de laringe siendo reclamado desde muchos lugares para enseñar la técnica en donde destacaban sus excelentes vídeos.  También dedicó su tiempo a la cirugía del oído; implantes cocleares e implantes de oído medio, siendo un pionero de estas cirugías en nuestro país.
En el ámbito de la medicina privada fue jefe de servicio del Hospital La Policlínica de Guipúzcoa.
Falleció en noviembre del 2020 a causa de Covid-19 contraido en su actividad profesional.
En el año 2021 le fue otorgado a título póstumo la Gran Cruz del Mérito Civil "en atención a la extraodinaria entrega" como sanitario.